# Милорад Кривокапић (ватерполиста)
Милорад Кривокапић (Бијела, 8. јануар 1956) је бивши ватерполо голман репрезентације Југославије и најбољи ватерполиста свијета својевремено.
Ожењен, отац троје дјеце.

## Каријера
Каријеру је започео у Бијелој. Као један од највећих талената одлази у Ватерполо клуб Приморац из Котора, а затим у београдски Партизан. Први голман репрезентације Југославије крај каријере објавио је Посилипу из Напуља 1992.
За репрезентацију Југославије заиграо је 1979. године у јуниорској категорији, затим је играо у сениорској репрезентацији све до 1987. године. 
Кроз наступ за сениорски и јуниорски тим, као најзначајнија медаља издваја се злато са Олимпијских игара 1984. у Лос Анђелесу. Кривокапић је освајач и сребрене медаље са Игара у Москви 1980. године, као и златне медаље на Свјетском првенству у Мадриду 1986. 
Исте године, голман је проглашен за најбољег ватерполисту свијета.

## Тренерска каријера
По повратку из Напуља долази у Ватерполо клуб Црвена звезда гдје је именован за шефа стручног штаба и тој сезони је са клубом постао шампион државе. У шампионском тиму, Кривокапић је тренирао асове попут Владимира Вујасиновића, Александра Шапића, Александра Ћирића, Игора Милановића, Југослава Васовића, Виктора Јеленића и других који су годинама касније чинили стуб репрезентације и српског ватерпола.
Послије успјеха са Звездом, добија посао у Ватерполо савезу СР Југославије. Као селектор свих млађих категорија, са Влахом Бата Орлићем и Николом Стаменићем створио је стратегију развоја ватерпола у СР Југославија. Тренирајући јуниорску репрезентацију освојио је злато на Европском првенству 1998. и 2000. године, док су на Свјетском првенству 1999. били трећи.
У периоду од 2002-2014. био је селектор Саудијске Арабије.

## Предсједник Ватерполо савеза Србије
Дана 24. априла 2014. изабран је за предсједника Ватерполо савеза Србије. Од укупно 37 присутних делегата 22 су гласала за Кривокапића, 11 за Виктора Јеленића док су остали били уздржани.
У току његовог рада на челу Савеза, ватерполо репрезентација Србије освојила је 13 златних медаља у јуниорској и сениорској конкуренцији. Најзначајнија од тих 13 је свакако она освојена на Олимпијским играма у Рио де Женеиру 20. августа 2016. године
У новембру 2017. године изабран је за члана Техничког ватерполо комитета ФИНА.
На мјесту предсједника Ватерполо савеза Србије остао је до 9.4.2018. када је одлучио да повуче кандидатуру за нове изборе. Наслиједио га је Виктор Јелeнић.

## Занимљивости
Милорад Кривокапић у току играчке каријере био је специфичан по свом одразу изнад воде. Због тога су Американци у току Игара 1984. године писали како је голман Југославије једини ватерполо голман који може да прими гол кроз ноге.